# Born Against
I Born Against sono stati un gruppo hardcore punk statunitense di Richmond in Virginia, celebre per le posizioni fortemente di sinistra.

## Storia
Il gruppo ha suonato assieme per quattro anni tra il 1989 ed il 1993, con alla voce Sam McPheeters e Adam Nathanson dei Life's Blood alla chitarra.
Il resto della formazione ha subito frequenti cambiamenti, tra i componenti che si sono susseguiti si trovano Neil Burke (Life's Blood) e Tonie Joy (Universal Order of Armageddon e Moss Icon) al basso, Melissa York (successivamente nei Team Dresch, The Butchies e ora negli Ex-Members) e Brooks Headley (anch'egli degli Universal Order of Armageddon) alla batteria.
Dopo lo scioglimento del gruppo, McPheeters ha formato i Men's Recovery Project con Burke, mentre Nathanson gli Young Pioneers con Headley. Successivamente, McPheeters e Headley si sono riuniti nei Wrangler Brutes.

## Formazione
- Adam Nathanson (1989-1993, unicamente come guest): chitarra
- Sam McPheeters (1989-1993): voce
- Neil Burke (1989): basso
- Javier Villegas (1990-1991): basso
- Bret Blue (1991-1992): basso
- Tonie Joy (1993, unicamente come guest): basso
- George (1989): batteria
- Nigel Schreiber (1989): batteria
- Daryl Kahan (1990): batteria
- Jon Hiltz (1990-1992): batteria
- Melissa York (1992): batteria
- Brooks Headley (1993, unicamente come guest): batteria

## Discografia

### Album in studio
- 1989 - My Country Tis Of Thee, Enemy Of All Tribes
- 1991 - Nine Patriotic Hymns for Children
- 1993 - Battle Hymns Of The Race War

### Raccolte
- 1996 - The Rebel Sound of Shit and Failure
- 2003 - Patriotic Battle Hymns

### EP
- 1990 - Born Against
- 1993 - El Mozote/Janelle split con gli Screeching Weasel
- 1994 - Born Against / A Call For Consciousness split con i Man Is the Bastard

### Singoli
- 1990 - Eulogy
- 1991 - Alive With Pleasure/Suckerpunch split con i Suckerpunch
- 1993 - Born Against/Universal Order of Armageddon split con gli Universal Order of Armageddon
- 1995 - Nine Patriotic Hymns for Children/Battle Hymns of the Race War

### Partecipazioni
- 1990 - Murders Among Us
- 1991 - Give Me Back
- 1993 - The Dignity of Human Being Is Vulnerable
- Bllleeeeaaauuurrrrgghhh!
- Forever
- God's Chosen People
- Our Voice, Pro Choice